# Rutin
Rutin, kojega još nazivaju rutozid, kvercetin-3-rutinozid i soforin, jest bioflavonoid kojega se može naći u heljdi i nekim drugim biljkama. Smatra se jednim od najvažnijih bioflavonoida, te da jača kapilare i pomaže uklanjanju proširenih vena, ako i da može smanjiti štetnost oksidiranog LDL kolesterola i smanjiti rizik od srčanih bolesti.